# Javier Iturriaga Arrillaga
Javier Iturriaga Arrillaga (Ciudad de México, 3 de noviembre de 1983) es un exfutbolista hispano-mexicano que jugaba como centrocampista. Su primer equipo profesional fue el Athletic Club.

## Trayectoria
Su familia llegó a México a principios de los años 80, procedente de su ciudad natal, Zarauz, después de que su padre se trasladara por motivos laborales a América Latina. Javier nació y creció en la Ciudad de México. Asistió a la escuela primaria en México, pero con 12 años regresó a Europa junto a su familia. Asistió al St Edmunds College, cerca de Ware, Hertfordshire, Reino Unido. Allí aprendió rápidamente a jugar al críquet y al rugby, siendo seleccionado para el equipo del condado Hertfordshire. Finalmente, un año más tarde regresó a Bilbao donde su hermano Iñigo (nacido en Zarauz en 1977) ya jugaba al fútbol de manera profesional. Allí, Javier se unió a los cadetes del CD Getxo y comenzó su carrera como futbolista.
En 2002 se unió a la cantera del Athletic Club para jugar en el Club Deportivo Basconia, segundo filial del club. Dos años después, en 2004, dio el salto al Bilbao Athletic. El 15 de octubre de 2006 debutó en Primera División en el Gimnàstic de Tarragona 2 - 3 Athletic Club. Entró sustituyendo a Pablo Orbaiz en el minuto 58 del partido. Tras una temporada complicada, en la que sólo disputó seis partidos oficiales, abandonó el club bilbaíno después de cinco temporadas.
En junio de 2007 firmó un contrato de tres temporadas con la UD Salamanca. Al no contar con muchos minutos se marchó cedido, en enero, al Lorca Deportiva. Tras su cesión, regresó al club salmantino y, en el mercado de invierno de la temporada 2008/09, fue cedido nuevamente a la Sociedad Deportiva Lemona. En 2009 fichó por el Club Portugalete de Tercera División, donde pasó dos temporadas. En 2013 se retiró en las filas del CD Getxo,.
En 2017 se estableció en Ciudad de México por motivos laborales, ya que había estudiado Ingeniería Industrial en Bilbao.

## Clubes
| Club                     | País   | Año       | PJ | Goles |
| ------------------------ | ------ | --------- | -- | ----- |
| CD Basconia              | España | 2002-2004 | 45 | 3     |
| Bilbao Athletic          | España | 2004-2006 | 48 | 4     |
| Athletic Club            | España | 2006-2007 | 4  | 0     |
| UD Salamanca             | España | 2007-2008 | 5  | 0     |
| Lorca Deportiva (Cedido) | España | 2008      | 11 | 0     |
| UD Salamanca             | España | 2008-2009 | 0  | 0     |
| SD Lemona (Cedido)       | España | 2009      | 13 | 0     |
| Club Portugalete         | España | 2009-2011 | 31 | 5     |
| Club Deportivo Getxo     | España | 2012-2013 | 31 | 5     |